# Rukuluk gramineus
Genre
Espèce
Rukuluk gramineus, unique représentant du genre Rukuluk, est une espèce d'araignées aranéomorphes de la famille des Trachelidae.

## Distribution
Cette espèce est endémique du Cap-du-Nord en Afrique du Sud,. Elle se rencontre dans la réserve naturelle de Witsand.

## Description
La carapace du mâle holotype mesure 1,53 mm de long sur 1,20 mm et l'abdomen 1,72 mm de long sur 0,96 mm et la carapace de la femelle paratype 1,27 mm de long sur 1,06 mm et l'abdomen 1,93 mm de long sur 1,15 mm.

## Systématique et taxinomie
Cette espèce a été décrite par Haddad en 2025.
Ce genre a été décrit par Haddad en 2025 dans les Trachelidae.

## Publication originale
- Haddad, 2025 : « And they just keep coming: four new genera of dark sac spiders from southern Africa (Araneae, Trachelidae). » African Invertebrates, vol. 66, no 1, p. 19-64 (texte intégral).